# Oliver Oetke
Oliver Oetke (* 18. August 1968 in Stuttgart) ist ein ehemaliger deutscher Volleyball- und Beachvolleyballspieler. Er war sowohl zweifacher deutscher Meister in der Halle als auch im Beachvolleyball und nahm an den Olympischen Spielen teil.

## Sportliche Karriere Halle
Oliver Oetke begann mit dem Volleyballspiel bei dem TSV Grafing. Als Siebzehnjähriger wechselte er zum TSV 1860 in die 1. Bundesliga. Mit dem TSV Milbertshofen gelangen dem damaligen Studenten seine größten Erfolge im Hallenvolleyball mit dem Pokalsieg 1990 und der Meisterschaft in der anschließenden Saison 1990/91. Den Meisterschaftserfolg konnte der angehende Mediziner nur ein Jahr später wiederholen, diesmal mit dem Moerser SC. 1992 kehrte Oetke noch einmal in den Großraum München zurück und spielte zwei Jahre beim ASV Dachau. Die Saison 1994/95 beim 1. SC Norderstedt beendete Oliver Oetkes erfolgreiche Bundesligakarriere. In dieser Zeit war der Universalspieler in den Ranglisten des Deutschen Volleyballs vertreten und hatte auch 54 Einsätze in der deutschen Nationalmannschaft. Von 2007 bis 2010 spielte der inzwischen 42-Jährige noch immer in der vierthöchsten deutschen Spielklasse beim VC Minden in der Oberliga 2 in Nordrhein-Westfalen als Diagonalspieler oder Außenangreifer.

## Sportliche Karriere Beach
1995 begann die zweite Karriere von Oliver Oetke. Seinen ersten Erfolg hatte er mit seinem ersten Partner Edgar Krank mit dem Sieg beim deutschen Mastersturnier 1995 in Frankfurt. 1996 kamen Erfolge in Köln und Kühlungsborn hinzu sowie der dritte Platz bei den Deutschen Meisterschaften. 1997 nahmen Krank/Oetke teil an den ersten offiziellen Beachvolleyball-Weltmeisterschaften in Los Angeles, wo sie den 17. Platz belegten. Auch bei den anderen beiden WM-Teilnahmen 1999 und Marseille und 2001 in Klagenfurt gab es 17. Plätze für Oliver Oetke mit seinem neuen Partner Andreas Scheuerpflug. Die beiden gewannen außerdem die deutschen Meisterschaften 1999 und 2000, mehrere Mastersturniere, belegten 2000 beim Weltcup in Brasilien den vierten und in Kanada den fünften Platz. Ein weiterer Höhepunkt ihrer Karriere war die Teilnahme an den Olympischen Spielen 2000 in Sydney. Aufgrund einer noch nicht vollständig überwundenen Erkrankung von Andreas Scheuerpflug gelang den beiden kein Sieg. 2001 kamen Oetke/Scheuerpflug noch einmal ins Finale der Deutschen Meisterschaften. 2002 kamen noch zwei Siege bei den Masters und ein zweiter Platz hinzu. 2003 spielte Oetke national an der Seite von Drazen Slacanin. Ein weiterer Erfolg für Oliver Oetke war im Jahr 2000 die Wahl zum Beachvolleyballer des Jahres.

## Privates
Oetke wuchs in Grafing bei München auf. Nach dem Abitur studierte er Medizin. Von 2007 bis 2010 lebte der Facharzt für Orthopädie und Unfallchirurgie mit seiner Frau Franziska, deren Sohn Aaron und den beiden gemeinsamen Kindern Sophie und Julius in Minden in Westfalen und übte seinen Beruf in der Auguste Viktoria Klinik in Bad Oeynhausen als Oberarzt in der Wirbelsäulenabteilung aus. Anschließend kehrte Oetke nach München zurück. Von 2010 bis 2012 arbeitete er als Oberarzt in der Schön Klinik in Harlaching. In den darauf folgenden Jahren war er als leitender Wirbelsäulenchirurg in der Praxisklinik Dr. Schneiderhan in München-Taufkirchen tätig. 2015 bis 2017 war er im OrthoCenter Professor Lill in München als Spezialist für Wirbelsäulenchirurgie angestellt, bis er sich mit seiner eigenen Praxis 2017 selbstständig machte.